# Tottanfjella
Tottanfjella är en kulle i Antarktis. Den ligger i Östantarktis. Norge gör anspråk på området. Toppen på Tottanfjella är 2 098 meter över havet, eller 3 meter över den omgivande terrängen. Bredden vid basen är 0,12 km.
Terrängen runt Tottanfjella är huvudsakligen kuperad, men västerut är den platt. Trakten är obefolkad. Det finns inga samhällen i närheten. 